# Rainer-Michael Lehmann

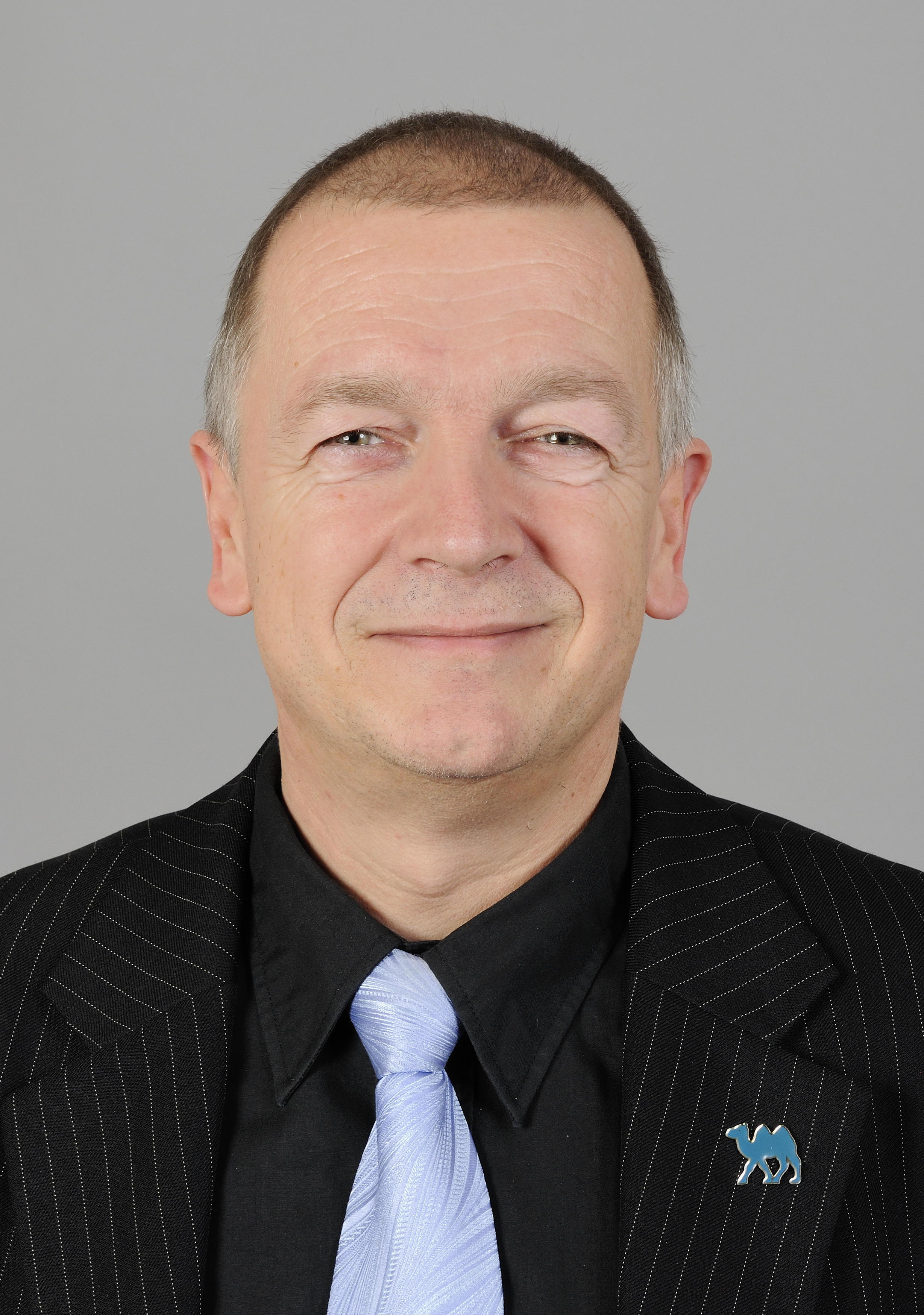
Rainer-Michael Lehmann (2013)

Rainer-Michael Lehmann (* 18. August 1960 in Berlin) ist ein deutscher Politiker.

## Leben
Rainer-Michael Lehmann besuchte die Berliner Carl-von-Ossietzky-Oberschule und absolviert anschließend bis zum Jahr 1979 eine Ausbildung zum Schriftsetzer an der Betriebsfachschule für polygrafische Berufe Rudi Arndt. In den Jahren 1979 bis 1989 war Lehmann als Schriftsetzer in der Druckerei Neues Deutschland beschäftigt. Von 1990 bis 1992 war Lehmann selbstständig tätig. Seit 1992 ist er Bürgerberater in den Bezirksämtern Prenzlauer Berg/Hohenschönhausen. Rainer-Michael Lehmann ist ledig und hat keine Kinder.

## Politik
Rainer-Michael Lehmann war von 1987 bis zum Zusammenschluss mit der FDP 1990 Mitglied der LDPD. Von 1988 bis 1989 war er Wohngebietsgruppenvorsitzender der LDPD und Mitbegründer der Jungliberalen Aktion Ost-Berlin. Von 1994 bis 2010 war Lehmann Mitglied des Landesvorstandes der Berliner FDP. Von 1990 bis 1992 war er Mitglied der Bezirksverordnetenversammlung Prenzlauer Berg. Im Jahr 2001 kandidierte Rainer-Michael Lehmann für die FDP Pankow für das Berliner Abgeordnetenhaus und ist seit November 2001 dessen Mitglied. Seitdem bis 2010 war Rainer-Michael Lehmann stellvertretender Vorsitzender der FDP-Fraktion und Sprecher für Arbeit, Soziales, Integration, Frauen und Senioren. Bei der Berliner Wahl 2006 zog Lehmann erneut für die FDP Pankow ins Abgeordnetenhaus ein. Bei der Wahl 2006 behauptete sich die FDP mit 7,6 %. Rainer-Michael Lehmann wurde über die Bezirksliste Pankow mit 4,0 % der Zweitstimmen gewählt (2001: 5,1 %).
Am 8. März 2010 erklärte Lehmann seinen Austritt aus der FDP, am 23. März 2010 trat er der SPD-Fraktion im Berliner Abgeordnetenhaus bei. Als Begründung für seinen Austritt aus der FDP gab er die „zunehmende soziale Kälte“ in der Partei an. Zur Abgeordnetenhauswahl 2011 wurde er von der SPD als Direktkandidat im Wahlkreis Pankow 1 und auf Platz neun der Bezirksliste Pankow aufgestellt.
Bei der Wahl zum Abgeordnetenhaus von Berlin 2016 verlor Lehmann sein Direktmandat an den AfD-Politiker Christian Buchholz.

## Ermittlungsverfahren
Im Januar 2012 wurde ein Ermittlungsverfahren der Justiz gegen Lehmann wegen des Verdachts des Betrugs und der Urkundenfälschung bekannt. Eine Bank hatte Anfang November 2011 Strafanzeige gegen Lehmann gestellt. Rainer-Michael Lehmann wurde vorgeworfen, bei dieser Bank Anfang April 2011 mit falschen Angaben über seine Einkommensverhältnisse ein Online-Konto eröffnet zu haben mit der Absicht, den Rahmen für den Dispositionskredit in Höhe von 15.000 EUR auszuschöpfen, ohne dafür die fälligen Zinsen zu zahlen. Lehmann versicherte seine Unschuld. Zu Beginn einer SPD-Fraktionssitzung im Dezember 2012 gab Lehmann eine persönliche Erklärung ab, in der er ankündigte, sein Mandat bis zur Klärung der Vorwürfe ruhen zu lassen und die Fraktion freiwillig zu verlassen, sollte er angeklagt werden. In der Folgezeit legte er im November 2012 seine Funktion als Beisitzer im Präsidium des Abgeordnetenhauses nieder und ließ sein Amt als integrationspolitischer Sprecher der Fraktion ruhen. Der Rechtsausschuss des Abgeordnetenhauses hob im Dezember 2012 Lehmanns Immunität auf. Im Februar 2013 wurde bekannt, dass die Staatsanwaltschaft Anklage gegen Lehmann wegen des Verdachts des Betrugs und der Urkundenfälschung erhoben habe. Der parlamentarische Geschäftsführer der SPD-Fraktion im Berliner Abgeordnetenhaus, Torsten Schneider, erklärte, solange Lehmann nicht rechtskräftig verurteilt sei, könne er Mitglied der Fraktion bleiben.
Nach Gerüchten, Lehmann habe seinen Hauptwohnsitz nicht in Berlin, sondern in Brandenburg genommen, was nach dem Landeswahlgesetz den Verlust seines Mandats zur Folge hätte, teilte ein Sprecher der Parlamentsverwaltung nach einer Prüfung mit, dass Lehmann eine „melderechtlich korrekte Adresse“ in Berlin habe. Die SPD-Abteilung Französisch Buchholz, der Lehmann angehört, sprach ihm das Misstrauen aus und forderte ihn auf, sein Mandat niederzulegen. Grund dafür sei nicht allein die Anklage, so der SPD-Abteilungsvorsitzende Claus Foerster, sondern die fehlende „verlässliche und vertrauensvolle Zusammenarbeit“. Im Dezember 2013 wurde bekannt, dass das Amtsgericht Tiergarten die Anklage gegen Rainer-Michael Lehmann nicht zur Hauptverhandlung zugelassen habe. Gegen diesen Nichteröffnungsbeschluss im Zwischenverfahren habe die Staatsanwaltschaft Berlin Beschwerde eingelegt, die in zweiter Instanz zurückgewiesen wurde. Laut Aussage eines Gerichtssprechers habe das Amtsgericht die Nichteröffnung des Hauptverfahrens damit begründet, dass eine Verurteilung Lehmanns nicht zu erwarten gewesen wäre, da Lehmanns Darstellung nicht widerlegt werden konnte, wonach die falschen Angaben, die durch einen Mitbeschuldigten getätigt worden seien, ohne Lehmanns Wissen erfolgten. Gegen den Mitanklagten wurde die Anklage hingegen zugelassen. Aus Sicht der SPD-Fraktion im Berliner Abgeordnetenhaus sei Rainer-Michael Lehmann damit „vollständig rehabilitiert“. Der Pankower SPD-Kreisvorsitzende Alexander Götz begrüßte in einem Schreiben an die Parteimitglieder den Ausgang des Verfahrens und bezeichnete die Gründe, die die staatsanwaltschaftlichen Ermittlungen auslösten, als „falsche Vorwürfe und üble Nachrede“.